# Ba Yin
Ba Thwin in [ ?.- …] est un expert birman de Thaing et chef de file du Bando avec Ba Thwin dans les années 1930 au Myanmar.